# Freud: Az utolsó pszichoanalízis
A Freud: Az utolsó pszichoanalízis (eredeti cím: Freud's Last Session) 2023-as brit–amerikai filmdráma, amelyet Matthew Brown rendezett. A főbb szerepekben Anthony Hopkins, Matthew Goode, Liv Lisa Fries, Jodi Balfour, Jeremy Northam és Orla Brady látható. A film Mark St. Germain azonos című színdarabján alapul.
A film premierje a 2023-as AFI Festen volt 2023. október 27-én. A Sony Pictures Classics 2023. december 22-én mutatta be az Egyesült Államokban, és általánosságban vegyes véleményeket kapott a kritikusoktól. Magyarországon a HBO Max mutatta be 2024. szeptember 29-én.

## Cselekmény
1939. szeptember 3-án, két nappal Lengyelország lerohanásának kezdete után a rákban szenvedő Sigmund Freud meghívta londoni házába C. S. Lewis írót és oxfordi professzort, állítólag azért, hogy The Pilgrim’s Regress című könyvéről beszélgessenek. Lewis korábban ateista volt, később áttért a kereszténységre; Freud érdeklődött az Isten létezéséről vallott nézetei iránt.
A két férfi olyan témákról is beszélget, mint Lewis első világháborús veteránként szerzett poszttraumás stresszbetegsége, J. R. R. Tolkien és az Inklings, valamint Freud és Lewis kapcsolatának természete más emberekkel, például Freud lányával, Anna Freuddal. Freud lányának, Sophie-nak a haláláról is, aki 27 éves korában spanyolnáthában halt meg, valamint az unokájáról, aki ötéves korában tuberkulózisban hunyt el, és arról a kérdésről, hogy Isten hogyan engedhet meg ennyi szenvedést. Freud öngyilkosságot szándékozik elkövetni, ha a rák okozta fájdalom elviselhetetlenné válik. Lewis ezt bűnnek tartja.
Sigmund lánya, Anna Freud ismételten azt tervezi, hogy bemutatja élettársát, Dorothy Tiffany Burlinghamet az apjának, és szeretné, ha az tudomásul venné a kapcsolatot. Lewis távozása után Sigmund, Anna és Dorothy végre találkoznak.
A film végén a nézők megtudják, hogy Freud 1939. szeptember 23-án öngyilkos lett Max Schur nevű orvosának segítségével, és hogy Lewis a háború alatt evakuált gyerekeket fogadott be, akik a Narnia krónikái című sorozatához adtak ihletet. Anna és Dorothy évtizedekig éltek együtt, és Anna a gyermekpszichológia megalapítójaként vált ismertté. A stáblista alatt megemlítik, hogy Freud élete utolsó napjaiban találkozott valakivel Oxfordból, de nem tudni, ki volt az illető.

## Szereplők
| Szerep             | Színész                | Magyar hang      |
| ------------------ | ---------------------- | ---------------- |
| Sigmund Freud      | Anthony Hopkins        | Fodor Tamás      |
| C. S. Lewis        | Matthew Goode          | Dévai Balázs     |
| Anna Freud         | Liv Lisa Fries         | Földes Eszter    |
| Ernest Jones       | Jeremy Northam         | Fillár István    |
| Dorothy Burlingham | Jodi Balfour           | Grisnik Petra    |
| Janie Moore        | Orla Brady             | Balsai Móni      |
| J. R. R. Tolkien   | Stephen Campbell Moore | Egressy G. Tamás |
| Warren Lewis       | Pádraic Delaney        | Fekete Ernő      |
| Jacob Freud        | Tarek Bishara          | Olt Tamás        |

### Magyar változat
- Magyar szöveg: Szemere Laura
- Hangmérnök: Bokk Tamás
- vágó: László László
- Gyártásvezető: Újréti Zsuzsa
- Szinkronrendező: Aprics László
- Produkciós vezető: Szegedi-Kiss Patrik

A szinkront az Iyuno Hungary készítette el.

## A film készítése
A WestEnd Films és a CAA Media Finance 2022 májusában vitte eladásra a projektet a cannes-i Filmfesztiválra. A főszerepet Anthony Hopkins kapta, Matthew Brown pedig a St. Germain-adaptáció rendezője lett. 2022 májusában kiderült, hogy Alan Greisman, Rick Nicita, Meg Thomson és Hannah Leader lesznek a producerek, a forgatás pedig az Egyesült Királyságban 2023. január végén kezdődik. Freud hampsteadi házát és híres pszichoanalitikus kanapéját azonban anyagi okok miatt Dublinban, az Ardmore Studiosban rekonstruálták. 2023 májusa óta a film kellékeinek egy része (különösen a replika kanapé és a kerti sátras szék) a londoni Freud Múzeumban található. 2023 áprilisában a film az írországi forgatás utolsó szakaszába lépett.

## Bemutató
Freud: Az utolsó pszichoanalízis a 2023-as AFI Festen mutatták be 2023. október 27-én. Ugyanebben a hónapban a Sony Pictures Classics megvásárolta a forgalmazási jogokat Észak-Amerikában, a Közel-Keleten, Indiában, Kelet-Európában (Oroszország kivételével) és Törökországban. Az Egyesült Államokban 2023. december 22-én, az Egyesült Királyságban pedig 2024. június 14-én került korlátozott számú bemutatásra.